# Taïfa de Tolède
 (septembre 2019).
1023–1085
Entités précédentes :
- Califat de Cordoue

Entités suivantes :
- Royaume de Castille

La taïfa de Tolède ou le royaume de Tolède (1023-1085) était une taïfa musulmane (émirat indépendant) dans le centre de la péninsule ibérique. Elle a existé depuis la désintégration du califat de Cordoue aboutie en 1035 jusqu'à la conquête chrétienne en 1085. La taïfa a été créée et régie par la dynastie berbère des Dhunnunides.

## Histoire
Tolède avait été la capitale du royaume wisigothique brisé par la conquête islamique de la péninsule ibérique au VIIIe siècle. Malgré le déplacement du centre du pouvoir à Cordoue, Tolède conserva, au cours des siècles, une importance stratégique, conservant une autonomie relative sous le califat omeyyade de Cordoue malgré des rébellions répétées. Lorsque le califat a échoué, les guerres civiles qui ont suivi au début du XIe siècle ont permis à Tolède de gagner en autonomie. Le pouvoir est resté entre les mains des dirigeants locaux, notamment Abou Bala Ya'is ibn Muhammad, Ibn Masarra, Abd al-Rahman et Abd al-Malik ibn Matiyo. Ces Tolédans ont offert la ville au seigneur de Santaver (Santabariyya), Abd-ar-Rahman ibn Dhi-Nun, qui vers 1035 a envoyé son fils Ismaïl al-Zafir à Tolède pour en prendre le contrôle.
Les Banu Dhi-Nun (de Banu Zenun) étaient une famille de la tribu berbère de Houara, arrivée dans la péninsule lors de la conquête islamique. Ils se sont installés dans la région de Santaver entre le VIIIe et le Xe siècle. Pendant tout ce temps, Les Dhunnunides ont continué à se soulever contre l'émirat. Ils ont retrouvé leur autonomie avec le déclin du califat au cours de la première décennie du XIe siècle : Abd-ar-Rahman ibn Dhi-Nun est alors devenu le seigneur de Santaver, Huete, Uclés et Cuenca obtenu par le calife Sulayman al-Mustain (1009–10 et 1013–16), portant le titre de «Nasir al-Dawla». Abd-ar-Rahman a confié à son fils Ismaïl le gouvernement d'Uclés en 1018.
Le territoire de la taïfa de Tolède est finalement devenu le royaume plus durable de Tolède ; dans sa plus grande étendue, les terres contrôlées par les taïfa sont maintenant réparties entre les provinces espagnoles de Tolède, Ciudad Real, Cuenca, la partie nord d’Albacete, Cáceres, Guadalajara (à la frontière avec la taïfa de Saragosse à Medinaceli) et à Madrid (vers la Sierra de Guadarrama).

Le taïfa de Tolède intègre le taïfa de Valence en 1064-1065.

La désintégration de la taïfa de Tolède s'est produite au fil des ans. Ismaïl al-Zafir a occupé le trône jusqu'en 1043, luttant pour son indépendance contre les Omeyyades. Al-Mamun lui succéda et demanda l'assistance de Ferdinand Ier de León et de Castille contre Al-Mustain Ier de la taïfa de Saragosse; Vingt ans plus tard, Tolède est attaqué par Ferdinand lui-même et doit payer un tribut pour échapper à la menace. Lorsqu'en 1061 Abd al-Malik ibn Abdel Aziz al Mansur, dirigeant de la taïfa de Valence, fut attaqué par Ferdinand, il poursuivit en justice pour obtenir le soutien d'Al-Mamun, mais ce dernier profita de la situation pour annexer Valence (1064) avec l'approbation du roi chrétien.
La taïfa de Tolède et la taïfa de Séville visaient toutes deux à annexer l'ancienne capitale omeyyade Cordoue à leurs terres; Cela prit fin avec la prise de la ville par la taifa de Séville en 1070. Le nouveau roi de León, Alphonse VI, poursuivit une politique consistant à jouer les dirigeants musulmans l'un contre l'autre à son avantage. Avec l'aide d'al-Mu'tamid de Séville, il battit Abdallah ibn Buluggin de Grenade, mais en même temps, il aida Al-Mamun de Tolède à conquérir la taifa de Cordoue en 1075. À ce stade, Al-Mamun était le seigneur le plus puissant du sud de la péninsule ibérique, ses terres, y compris Tolède, Cordoue et Valence, mais il fut empoisonné la même année, succédant à son petit-fils Al-Qadir de Tolède.
Al-Qadir a expulsé de Tolède les représentants du parti pro-castillan, provoquant une révolte à Valence, qui a proclamé son indépendance. Les terres de Cordoue ont été perdues en 1077, ainsi que les provinces les plus au sud du royaume, et Al-Qadir s'est également retrouvé attaqué par Al-Mutawakkil de la taïfa de Badajoz. Il fut donc obligé de demander à nouveau l'aide de la Castille, perdant ainsi le soutien de nombre de ses sujets. Al-Mutawakkil occupa Tolède en 1080, tandis qu'Al-Qadir se réfugia à Cuenca. Alfonso VI profita de cette demande pour assiéger Tolède, qui tomba finalement le 25 mai 1085. Après avoir perdu son trône, Al-Qadir fut envoyé par Alfonso VI en tant que roi de taïfa de Valence.

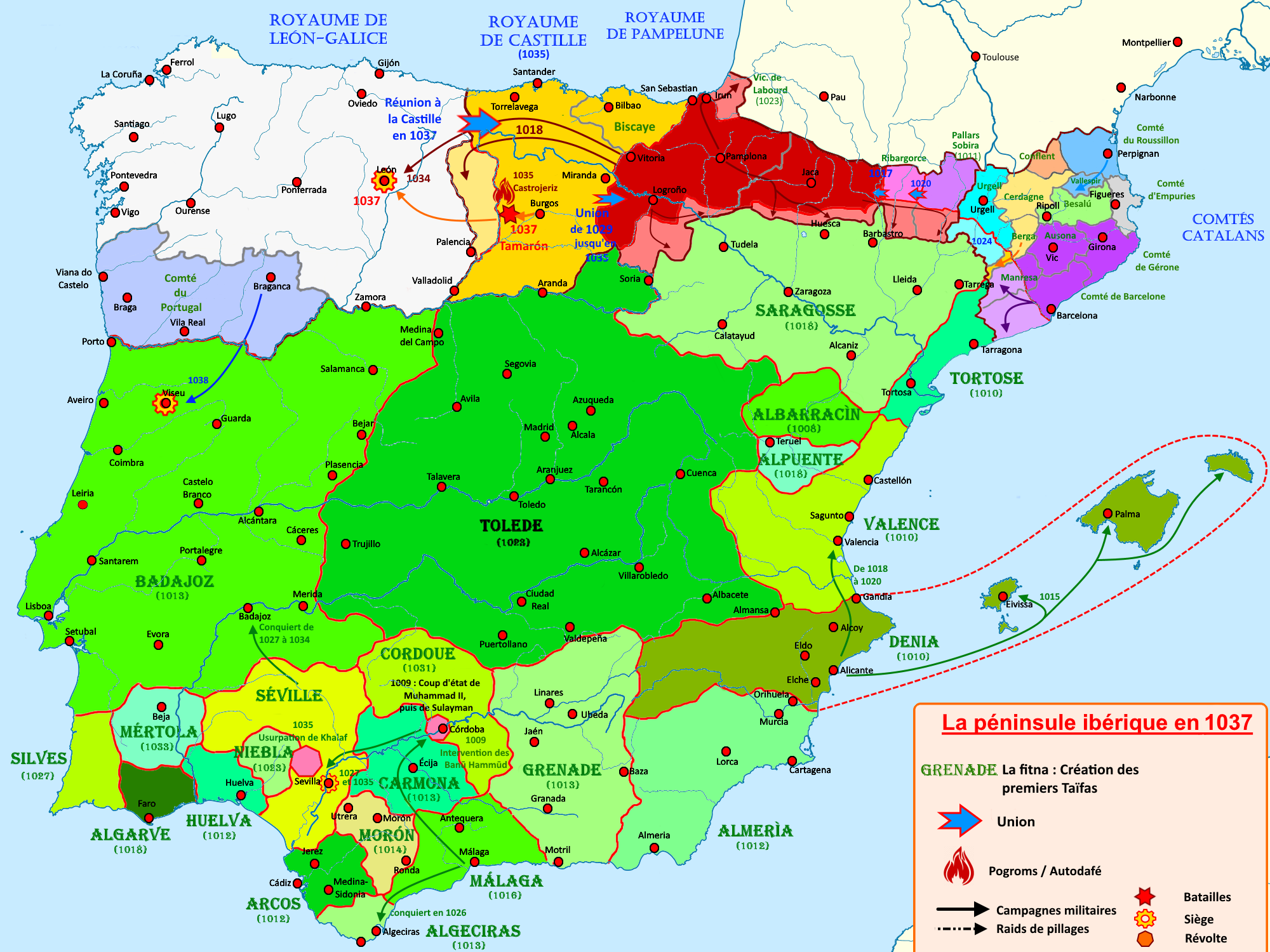
La taïfa de Tolède, en 1037
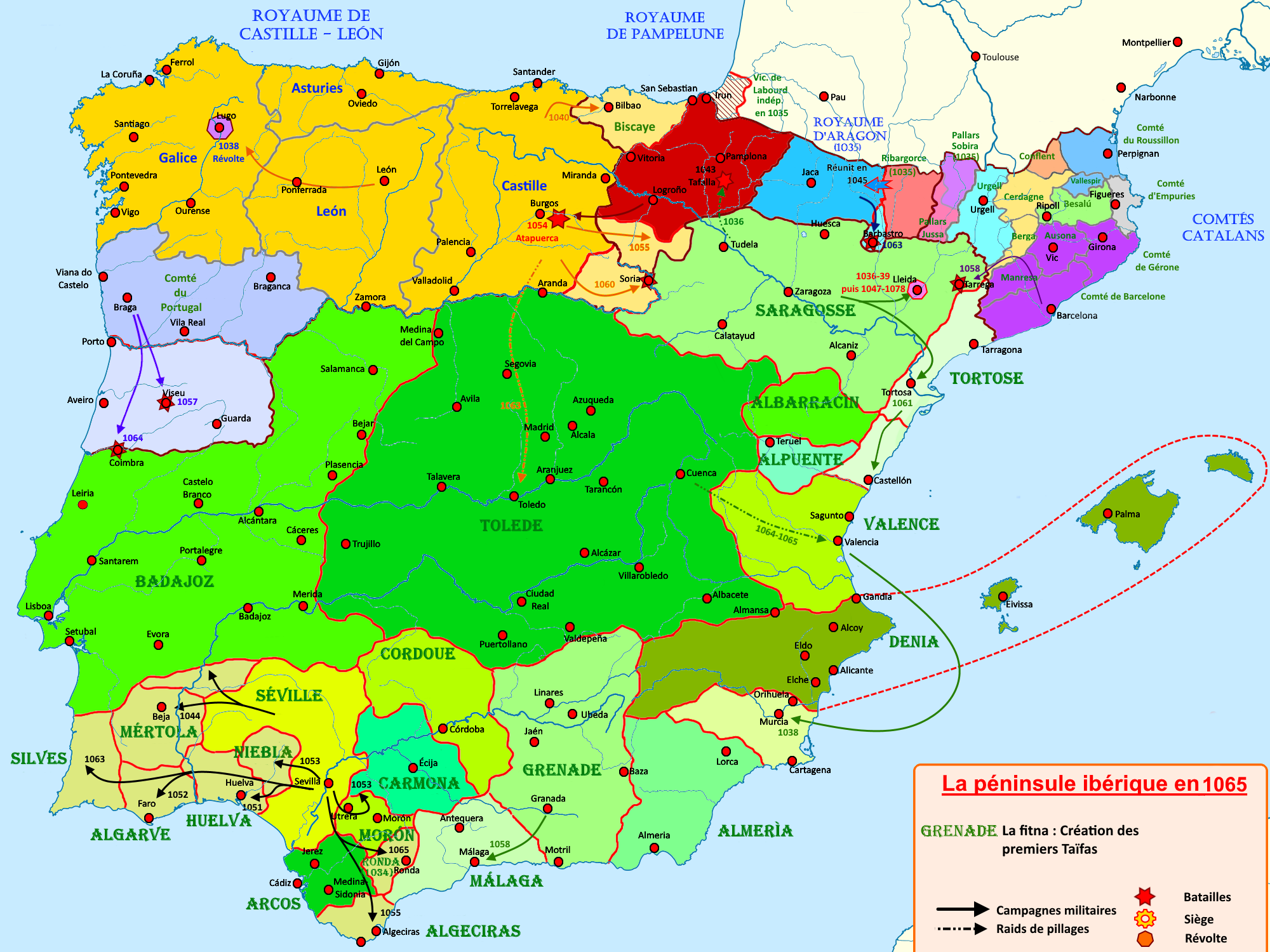
La taïfa de Tolède, en 1065
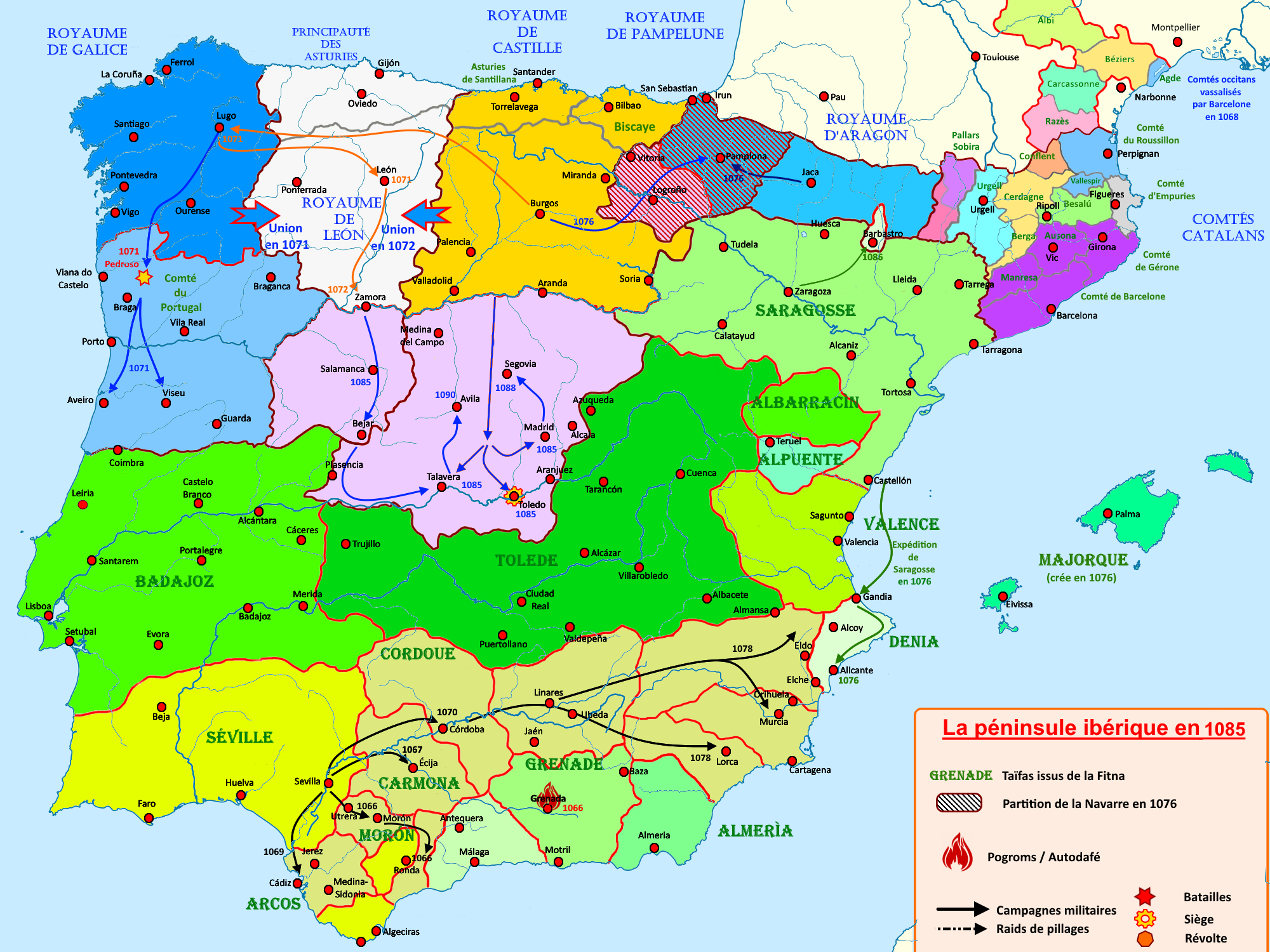
La taïfa de Tolède, en 1085
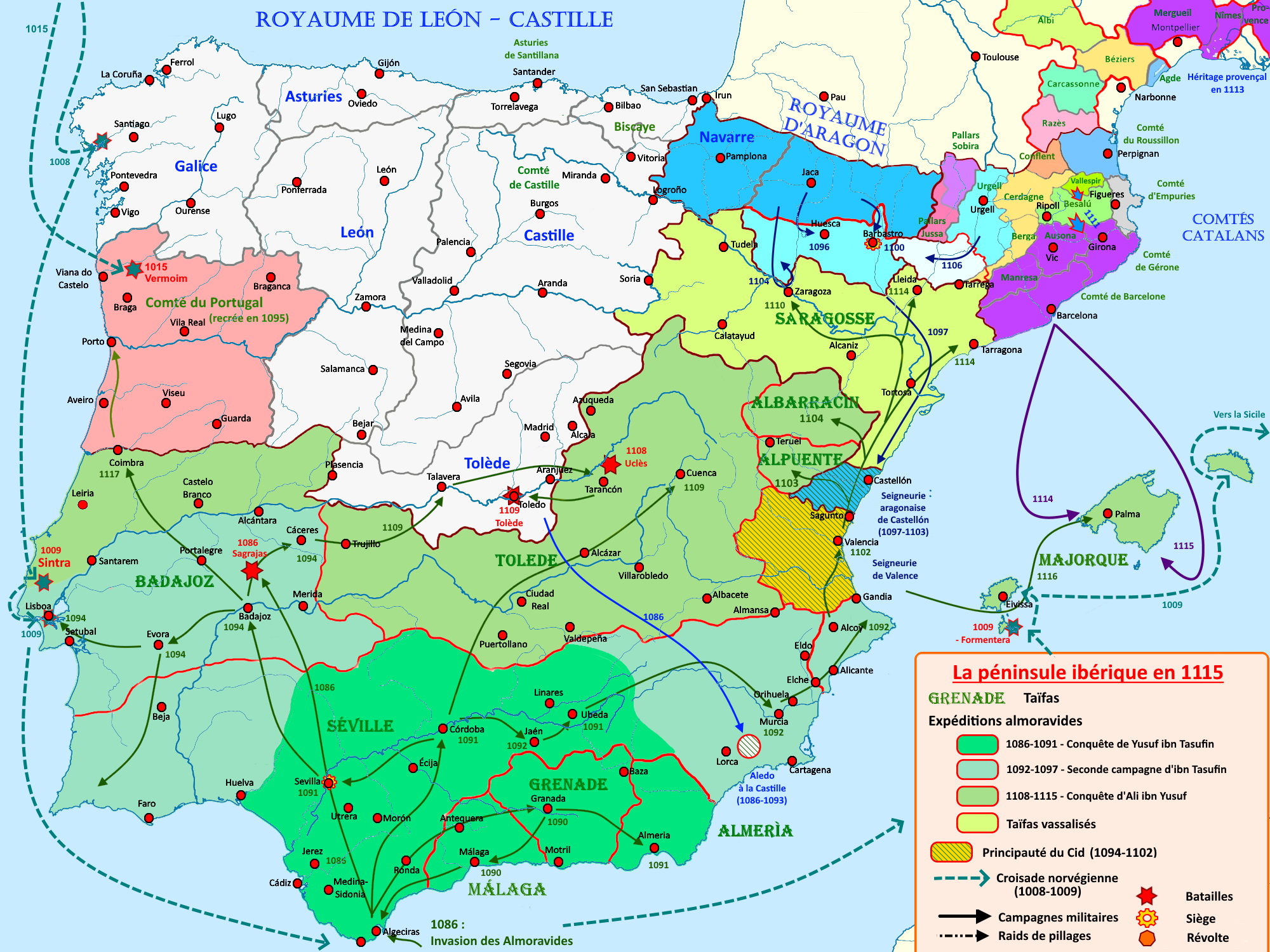
La fin de la  taïfa de Tolède, en 1115

## Liste des émirs / rois

### Les Dhunnunides
- Ismaïl al-Zafir - c. 1032–1043/4
- Yahya I al-Mamun - 1043/4–1075
- Yahya II al-Qadir (in Valencia 1086–1092) - 1075–1080, d. 1092
  - To Badajoz - 1080–1081
- Yahya II al-Qadir (restored) - 1081–1085, d. 1092